# 오시아

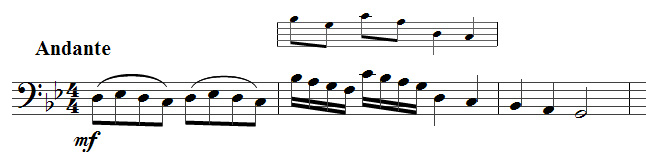
오시아 예시 (2nd bar).

오시아(Ossia)는 연주하기 쉽게 고쳐 쓰는 것을 말하는 음악 용어다.